# Mayo (Carolina del Sur)
Mayo es un lugar designado por el censo ubicado en el condado de Spartanburg, en el estado estadounidense de Carolina del Sur. La localidad en el año 2000 tiene una población de 1.842 habitantes en una superficie de 8.1 km², con una densidad poblacional de 228 personas por km². 

## Geografía
Mayo se encuentra ubicado en las coordenadas 35°5′17″N 81°51′4″O / 35.08806, -81.85111. Según la Oficina del Censo, el pueblo tiene un área total de 8,1 km² (3,1 mi²), de la cual 8,1 km² (3,1 mi²) es tierra y 0 km² (0 mi²) (0.0%) es agua.

### Localidades adyacentes
El siguiente diagrama muestra a las localidades en un radio de 20 kilómetros (12,4 mi) de Mayo.

## Demografía
En el 2000 la renta per cápita promedia del hogar era de $41.563, y el ingreso promedio para una familia era de $47.045. El ingreso per cápita para la localidad era de $16.465. En 2000 los hombres tenían un ingreso per cápita de $31.997 contra $25.027 para las mujeres. Alrededor del 12.80% de la población estaba bajo el umbral de pobreza nacional. 